# Stazione di Condofuri
Stazione di Condofuri vasútállomás Olaszországban, Calabria régióban, Condofuri településen.

## Vasútvonalak
Az állomást az alábbi vasútvonalak érintik:
- Jonica-vasútvonal

## Kapcsolódó állomások
A vasútállomáshoz az alábbi állomások vannak a legközelebb:
- Stazione di Bova Marina
- Stazione di Marina di San Lorenzo